# Měšťanský dům (Františkánské náměstí 7)
Měšťanský dům na Františkánském náměstí 7 je národní kulturní památka SR zapsaná v Ústředním seznamu památkového fondu (pod číslem 18/1), která se nachází v bratislavské městské části Staré město. Za národní kulturní památku byl objekt prohlášen 23. října 1963.
Čtyřpatrový dům postavili na konci 16. století, některé části objektu vznikaly v průběhu dalších století. Převládajícím slohem je klasicismus. V průběhu 18. století prošla, stejně jako mnohé sousední budovy, barokní přestavbou.
V roce 2001 prošla budova rekonstrukcí, která se zaměřila nejen na opravu věkem a vlhkostí zničených částí, ale i na změnu dispozičního rozložení. Rekonstrukce se stejně dotkla i vnější fasády, fasád uvnitř dvora a pavlačí. Byla ukončena začátkem roku 2002.
V současnosti v prostorách domu sídlí divadlo GUnaGU, galerie F7, které má ve správě městská část Staré město. Nachází se zde také restaurační zařízení a hudební klub.